# Nemzetközi Jégkorongszövetség
A Nemzetközi Jégkorongszövetség (International Ice Hockey Federation) (IIHF) a jégkorong sportot világszerte igazgató szervezet, amit 1908-ban alapítottak. Az alapító tagok Franciaország, Belgium, Svájc és Nagy-Britannia, valamint a még ebben az évben csatlakozó Csehország voltak. Ez a szervezet irányítja világszerte a jégkorongot és az inline hokit, felügyeli a nemzetközi jégkorongtornákat, köztük a jégkorong-világbajnokságokat is. Az IIHF központja a svájci Zürichben található és 84 tagországa van. Az IIHF egész világra kiterjedő fennhatósága ellenére az észak-amerikai jégkorongra kis befolyással bír.
Az IIHF múzeuma 1992-től 1997-ig a kanadai Kingstonban volt az International Hockey Hall of Fame múzeumán belül. Az együttműködés befejezése után az IIHF megállapodott a National Hockey League-gel, hogy a múzeumot a Hockey Hall of Fame épületében helyezik el Torontóban.
Az IIHF működteti az IIHF Hall of Fame-jét, amit 1997-ben alapítottak 30 taggal. Azóta minden évben iktatnak be új tagokat játékos, sportvezető és játékvezető kategóriákban.
Az IIHF 2008-ban ünnepelte 100. születésnapját. Az évforduló alkalmából a jégkorong-világbajnokságot a játék szülőhazája, Kanada rendezhette.

## Az IIHF elnökei
| Név                    | Év      |
| ---------------------- | ------- |
| Louis Magnus           | 1908–12 |
| Henri Van den Bulcke   | 1912–14 |
| Louis Magnus           | 1914    |
| Peter Patton           | 1914    |
| Henri Van den Bulcke   | 1914–20 |
| Max Sillig             | 1920–22 |
| Paul Loicq             | 1922–47 |
| Fritz Kraatz           | 1947–48 |
| George Hardy           | 1948–51 |
| Fritz Kraatz           | 1951–54 |
| Walter Brown           | 1954–57 |
| John F "Bunny" Ahearne | 1957–60 |
| Robert Lebel           | 1960–63 |
| John F "Bunny" Ahearne | 1963–66 |
| William Thayer Tutt    | 1966–69 |
| John F "Bunny" Ahearne | 1969–75 |
| Günther Sabetzki       | 1975–94 |
| René Fasel             | 1994–21 |
| Luc Tardif             | 2021–   |